# Symbolophorus boops
Symbolophorus boops és una espècie de peix de la família dels mictòfids i de l'ordre dels mictofiformes.

## Morfologia
- Els mascles poden assolir 16 cm de longitud total.[4][5] És un peix petit d'uns 20 cm de longitud, amb el cos allargat gairebé cilíndric i amb una línia lateral molt marcada. És de color gris groguenc i verdós, platejat i brillant pels costats amb unes 4-5 línies laterals daurades.

## Depredadors
A Namíbia és depredat per Merluccius capensis, a Sud-àfrica per Merluccius paradoxus i a les Filipines per Lagenodelphis hosei i Stenella longirostris.

## Hàbitat
És un peix marí i d'aigües profundes que viu fins als 500 m de fondària. Es troba sobre fons rocosos, sorrencs o amb algues

## Alimentació
És omnívor i s'alimenta de crustacis i algues.

## Consum
Es consumeix tant fresc com congelat, fregit, bullit o al forn. El consum d'aquest peix és recomanable sempre que no es pesqui amb arts d'arrossegament.

## Distribució geogràfica
Es troba a l'Atlàntic i el Pacífic (incloent-hi Austràlia, Nova Zelanda i Xile).